# بیورزونانس درمانی
بیورزونانس درمانی (به انگلیسی: Bioresonance therapy) یا درمان بیورزونانس (Bioresonance treatment) یک روش درمانی پزشکی جامع است که با استفاده از اصول انرژی‌درمانی به تعادل و بهبود وضعیت بدن کمک می‌کند و در این روش امواج الکترومغناطیسی را می‌توان برای تشخیص و درمان بیماری‌های انسان مورد استفاده قرار داد. این روش بر پایه ایده‌ای بنا شده که معتقد است هر سلول و بافت بدن دارای فرکانس ارتعاشی منحصر به فردی است و اختلال در این فرکانس‌ها می‌تواند منجر به بروز بیماری‌ها و مشکلات سلامتی شود. در بیورزونانس تراپی با استفاده از دستگاه‌های پیشرفته، فرکانس‌های الکترومغناطیسی بدن را اندازه‌گیری و تحلیل می‌کنند تا ناهماهنگی‌ها و اختلالات را شناسایی شود و پس از تشخیص مشکلات، فرکانس‌های خاصی به بدن اعمال می‌شود تا تعادل بازگردد و فرایندهای طبیعی بهبود در بدن تحریک شوند.

## بیورزونانس چیست؟
بیورزونانس یا پزشکی الکترومغناطیسی یک درمان جایگزین است که به‌ عنوان روشی غیرمرسوم در نظر گرفته می‌شود. در این درمان فرض می‌شود که بدن انسان، به‌ عنوان یک میدان انرژی، امواج الکترومغناطیسی را منتشر و جذب می‌کند. این درمان از دستگاه‌های پیشرفته‌ای استفاده می‌کند که قادر به جمع‌آوری ارتعاشات بدن از طریق الکترود هستند و سپس این ارتعاشات توسط برنامه‌های ویژه تغییر داده‌شده و به بیمار بازمی‌گردند. اساساً، این روش ارتعاشات ناهماهنگ در برخی از اعضای بدن که ممکن است منجر به بیماری شوند را اصلاح می‌کند. امروزه چنین دستگاه‌هایی را چندین سازنده با نام‌های مختلف و با تفاوت‌های کم و بیش قابل توجهی تولید می‌کنند؛ به‌عنوان مثال در روسیه این دستگاه‌ها با نام‌های متاترون یا بیوول شناخته می‌شوند. 
برای درک بیورزونانس باید به اصول اساسی فیزیک کوانتومی بازگشت. طبق گفته ماکس پلانک، ماده همان انرژی متراکم‌شده است. این امر نشان می‌دهد که بدن انسان مانند یک میدان الکترومغناطیسی عمل می‌کند. بسته به دیدگاه ما، این میدان یا به‌ صورت ذرات الکترومغناطیسی یا به‌ صورت امواج الکترومغناطیسی ارائه می‌شود.

## اصول نظری بیورزونانس
ریشه بیورزونانس درمانی بر این عقیده است که  تمام کائنات و تمام موجودات عالم (زنده و غیرزنده) در جنبش دائمی هستند. بر همین اساس تمام سلول‌های زنده، چه انسان و چه انگل، ارتعاش‌های با فرکانس‌های بالا تولید کرده و از خود منتشر می‌کنند و همچنین می‌توانند به ارتعاش‌های دیگری با فرکانسهای مختلف از منابع خارجی پاسخ دهند. این برهمکنش‌ها در نظریه ریسمان نیز جهان فیزیکی به عنوان مجموعه ای از ارتعاش‌های صوتی که بر یکدیگر تأثیرگذار هستند معرفی شده به گونه‌ای که انگار همه چیز در نتیجه یک گیتار عظیم کیهانی ساخته شده‌است.
اصول درمان به روش بیورزونانس بر این مضمون است که سلول‌های زنده دارای فرکانس‌های مخصوص به خود بوده و نسبت به فرکانس‌های اعمالی پاسخ می‌دهند، درصورتی که، فرکانس‌هایی که در تعادل و توازن با بافت زنده نباشند، موجب بیماری می‌شوند. با استفاده از ابزارهای درمان فرکانسی می‌توان این عدم توازن‌ها را پیش از اینکه سبب بیماری شوند، اصلاح نمود.

## تاریخچه و روش
درباره تاریخچه روش بیورزونانس درمانی گفته می‌شود که ابتدا در سال 1879 یک دانشمند روسی بر روی تاثیر امواج الکترومغناطیس با فرکانس‌های مختلف بر سلول‌ها و بافت‌ها کار کرده است. پس از او رویال رایف دانشمند آمریکایی در سال 1920 متوجه شد که هر ویروس و باکتری و پاتوژنی امواجی با فرکانس منحصر به فرد از خود ساتع می‌کند. او سپس اولین دستگاهی را ساخت که با هدف درمانی امواج الکترومغناطیسی تولید می‌کرد و گفته می‌شود با این روش در آن زمان توانست بیماران زیادی از جمله بیماران مبتلا به سرطان را تا حدودی درمان کند.  
سپس در سال 1977 توسط فرانتس مورل و دامادش، اریش راچه در آلمان دستگاهی ساخته شد که با امواج الکترومغناطیس کار می‌کرد و آن‌هااین روش درمانی را MORA Therapy نامیدند. برخی از ماشین‌آلات شامل یک مدار الکترونیکی اندازه‌گیری مقاومت پوست شبیه به‌ای-متر استفاده شده توسط ساینتولوژی بود که سازندگان بیورزونانس به دنبال بهبود آن بودند؛ فرانتس مورل و دامادش در حوزه ساینتولوژی فعالیت‌هایی داشتند. 
درمانگران این حوزه ادعا می‌کنند که توانایی تشخیص انواع مختلفی از بیماری‌ها و اعتیاد را دارند. برخی درمانگران نیز ادعای بهبود بیماری‌ها با استفاده از این روش بدون دارو و از طریق تغییر بیورزونانس سلولی و معکوس نمودن تغییرهای ناشی از بیماری را دارند. این دستگاه نیاز به جداسازی و مشخص کردن عوامل بیماری‌زا از طریق مخلوطی از سیگنال‌های دریافتی از الکترودهای خود را دارد. سپس سیگنال‌های تغییریافته و از طریق همان الکترودها به بدن برگردانده می‌شوند که درمانگران مدعی اثر درمانی آن می‌باشند.
بیورزونانس درمانی در ایران ابتدا به عنوان یک روش مکمل و غیرتهاجمی در حوزه‌های مختلف پزشکی و زیبایی معرفی شد. این روش در سال‌های اخیر مورد توجه بسیاری از پزشکان و متخصصان قرار گرفته و در مراکز مختلف از آن استفاده می‌شود. این روش بر اساس شناسایی و تحلیل فرکانس‌های الکترومغناطیسی بدن عمل می‌کند و با ارسال فرکانس‌های اصلاحی به بدن، تلاش می‌کند تا عملکرد سلول‌ها و اندام‌ها را بهبود بخشد. از بیورزونانس در زمینه‌های مختلفی مانند درمان آلرژی‌ها، تسکین دردهای مزمن، بهبود کیفیت خواب و مدیریت استرس استفاده می‌شود. همچنین در ایران، با توسعه فناوری و پژوهش‌های علمی، شرکت‌هایی به تولید دستگاه‌های بیورزونانس پرداخته‌اند که توانسته‌اند این روش را در دسترس‌تر و مورد قبول‌تر کنند.

## فرکانس درمانی و تاثیرات آن
نظریات نیکولا تسلا درباره امواج و فرکانس‌ها و تاثیرات آن‌ها بر بدن:
نیکولا تسلا، به عنوان یکی از پیشگامان بزرگ در حوزه الکتریسیته و امواج، تحقیقات بسیار گسترده‌ای در زمینه امواج و فرکانس‌ها انجام داد که تأثیرات عمیقی بر دانش امروزی داشت. تسلا باور داشت که جهان و همه چیز در آن، شامل انسان‌ها، با امواج و ارتعاشات مشخصی کار می‌کند. او برای اولین بار مفاهیم مربوط به فرکانس‌های خاص را مطرح کرد که بعدها در شاخه‌های متعددی از علوم مانند فیزیک کوانتوم و پزشکی نوین تأثیرگذار شدند.
یکی از مهم‌ترین آزمایش‌های او در شهر کلرادو اسپرینگز در آمریکا انجام شد، جایی که در آن تسلا به مطالعه انتقال امواج الکترومغناطیسی در فواصل طولانی بدون سیم پرداخت. او دستگاهی ساخت که می‌توانست امواج با فرکانس بالا تولید کند و به انتقال انرژی به اشیاء دورتر بپردازد. این آزمایش‌ها نه تنها نشان‌دهنده قابلیت انتقال انرژی بدون سیم بودند، بلکه به تسلا اجازه داد مفاهیم مرتبط با رزونانس و هم‌فرکانسی را به‌صورت عملی نشان دهد. او معتقد بود که با هماهنگ‌سازی فرکانس‌ها، امکان دسترسی به منابع بی‌پایان انرژی الکتریکی وجود دارد.
تسلا همچنین روی استفاده از امواج برای درمان و بهبود سلامت انسان‌ها تحقیق کرد. او با باور به این که امواج الکتریکی می‌توانند تأثیرات مثبتی بر بدن بگذارند، آزمایش‌هایی انجام داد که در آن امواج با فرکانس‌های خاص برای تحریک و تقویت بافت‌های بدن استفاده می‌شدند. اگرچه در زمان حیاتش تحقیقات او در این زمینه به رسمیت شناخته نشد، اما امروزه در روش‌های درمانی مانند بیورزونانس و دیگر تکنیک‌های مشابه تأثیرات ایده‌های او مشاهده می‌شود.
فرکانس 432 هرتز یا فرکانس زمین:
نیکولا تسلا همیشه به تأثیر فرکانس و ارتعاشات در کیهان پرداخته و به نوعی بیان کرده که برای درک رازهای جهان باید به انرژی، فرکانس و ارتعاشات فکر کرد. یکی از فرکانس‌هایی که مورد توجه قرار گرفته، فرکانس 432 هرتز است. گفته می‌شود که این فرکانس با ارتعاشات طبیعی جهان هماهنگ است و دارای اهمیت معنوی و روحانی خاصی است.
فرکانس 432 هرتز به‌ عنوان فرکانس زمین نیز شناخته شده است و طرفداران آن معتقدند که موسیقی‌هایی که با این فرکانس تنظیم می‌شوند، آرامش‌بخش‌تر، هماهنگ‌تر و مفیدتر برای بدن انسان هستند، چرا که با سلول‌ها و میدان‌های انرژی ما هم‌خوانی دارند. در مقابل آن، فرکانس 440 هرتز که در موسیقی مدرن استاندارد است، به‌طور انتقادی به‌عنوان فرکانسی شناخته می‌شود که ممکن است بر ذهن و بدن انسان اثرات منفی بگذارد.
علاوه بر این، فرکانس 432 هرتز از نظر ریاضی و کیهانی نیز اهمیت دارد.

## عملکرد بیورزونانس درمانی بر بدن
بیورزونانس تراپی به‌عنوان یک روش درمانی غیرتهاجمی و مکمل شناخته می‌شود که برای شناسایی و درمان اختلالات فیزیولوژیکی و بهبود وضعیت سلامتی بدن به کار می‌رود. عملکرد این روش بر مبنای این اصل است که بدن انسان، مجموعه‌ای از ارتعاشات الکترومغناطیسی خاص دارد که سلامت و تعادل عملکردهای بدن را تضمین می‌کنند. هرگونه اختلال در این فرکانس‌ها می‌تواند نشانه‌ای از وجود بیماری یا مشکلات جسمی باشد.
در این روش، از دستگاه‌های خاصی استفاده می‌شود که فرکانس‌های غیرطبیعی و ناهماهنگ بدن را شناسایی کرده و فرکانس‌های درمانی مناسب را به بدن ارسال می‌کند تا به بازگشت به حالت طبیعی کمک شود. کاربردهای رایج این روش شامل درمان آلرژی‌ها، تسکین دردهای مزمن، بهبود عملکرد دستگاه گوارش، کمک به تعادل هورمونی و حتی بهبود علائم بیماری‌های خودایمنی است. همچنین، بیورزونانس به‌عنوان یک روش مکمل در درمان‌های سنتی، از جمله تسکین عوارض جانبی شیمی‌درمانی، استفاده می‌شود.

### موارد استفاده از بیورزونانس درمانی:
- اختلالات عملکردی با منشاهای مختلف
- بیماری‌های سیستم عصبی و اندام‌های حسی
- سندروم‌های درد با موضع و منشاهای مختلف
- بیماری‌های دستگاه گردش خون
- بیماری‌های اندام‌های تنفسی
- بیماری‌های دستگاه گوارش
- بیماری‌های پوست و سلول‌های زیرجلدی
- بیماری‌های دستگاه اسکلتی- عضلانی
- بیماری‌های اندام‌های ادراری- تناسلی
- زخم‌های دیر بهبود[۱۲]

## اثربخشی
ترک سیگار با فرکانس‌های الکترومغناطیسی
بیورزونانس یک روش درمان مکمل است که برای ترک سیگار از فرکانس‌های الکترومغناطیسی برای تنظیم انرژی‌های بدن استفاده می‌کند. در یک مطالعه که در سال 2017 انجام شد، اثربخشی بیورزونانس در ترک سیگار بررسی گردید. در این تحقیق، شرکت‌کنندگان یک جلسه درمان با دستگاه MORA-Super دریافت کردند که در آن از دو لوله شیشه‌ای حاوی ته‌سیگار برای نمونه‌برداری رفتار سیگار کشیدن فرد استفاده شد، سپس فرکانس‌های الکترومغناطیسی به بدن اعمال گردید تا پاسخ بدن به سیگار کشیدن تغییر یابد. در این آزمایش، بیورزونانس درمانی را در یک مطالعه کنترل‌شده با دارونما در دو گروه‌ شامل 190 فرد سیگاری، مورد بررسی قرار دادند و در هر دو گروه مطالعه روند درمان و شرایط مطالعه استانداردسازی شد. پس از درمان، نرخ موفقیت در گروه تحت درمان حقیقی به‌طور قابل‌توجهی با نتایج گروه تحت درمان با دارونما متفاوت بود. همچنین، وضعیت سلامت ذهنی پس از درمان و ارزیابی ذهنی اثربخشی که پس از یک هفته ارزیابی شد، در میان شرکت‌کنندگان گروه درمان بیورزونانس فعال به‌مراتب مثبت‌تر از گروه دارونما بود و هیچ‌گونه عوارض جانبی مشاهده نشد.
نتایج این تحقیق نشان‌ دهنده موفقیت روش بیورزونانس در ترک سیگار است. به‌ویژه که این درمان بدون عوارض جانبی جدی، نتایج مشابهی با درمان‌های دارویی موثر نشان داده است. البته یکی از محدودیت‌های این مطالعه، عدم امکان ارزیابی دقیق‌تر وضعیت سلامت شرکت‌کنندگان پس از درمان به‌دلیل دور بودن آن‌ها از مرکز درمانی بود. همچنین، میزان کربن مونوکسید در خون شرکت‌کنندگان و سایر شاخص‌های وابسته به سیگار کشیدن در این مطالعه بررسی نشد.

 درمان بیورزونانس روی بیماران مبتلا به افسردگی
اختلالات افسردگی می‌تواند شامل انواع اختلالات عاطفی باشد و بسته به تعداد و شدت علائم یک دوره افسردگی می‌تواند به صورت خفیف، متوسط یا شدید طبقه بندی شود. کارشناسان سلامت پیش‌بینی می‌کنند که تا سال 2023، افسردگی به عنوان عامل اصلی بار جهانی اختلالات روانی و رفتاری شناخته شود. در حال حاضر، افسردگی پس از بیماری‌های قلبی‌عروقی، دومین بیماری رایج در جهان است.
امروزه روش‌های درمانی برای افسردگی شامل درمان‌های دارویی، روان‌درمانی، درمان‌های روان‌شناختی و درمان‌های ترکیبی است. با این حال، بسیاری از بیماران به دنبال روش‌های مکمل و جایگزین برای مدیریت علائم خود هستند. یکی از روش‌هایی که اخیراً توجه زیادی را به خود جلب کرده است، درمان بیورزونانس است. این روش درمانی مبتنی بر فرضیه استفاده از امواج الکترومغناطیسی برای شناسایی و اصلاح اختلالات فرکانسی بدن است که باعث مشکلات سلامتی می‌شوند. درمان بیورزونانس به‌عنوان یک درمان جایگزین و بدون استفاده از دارو، مزایایی مانند نداشتن عوارض جانبی دارویی دارد و می‌تواند به‌عنوان یک روش کمکی در کنار سایر روش‌های درمانی استفاده شود.
این مطالعه به منظور بررسی تأثیر درمان بیورزونانس بر روی بیماران مبتلا به اختلال افسردگی اساسی و مقایسه آن با درمان‌های دارویی استاندارد انجام شد. شرکت‌کنندگان در این مطالعه شامل 140 بیمار با تشخیص افسردگی خفیف، متوسط یا شدید بودند که به سه گروه تقسیم شدند. گروه اول شامل 40 نفر بودند که تنها درمان بیورزونانس دریافت کردند، گروه دوم نیز شامل 40 نفر بودند که ترکیبی از درمان بیورزونانس و درمان دارویی ضدافسردگی دریافت کردند و گروه سوم شامل 60 نفر بودند که تنها درمان دارویی ضدافسردگی را دریافت کردند.
نتایج این مطالعه نشان داد که بیماران گروه اول و دوم که درمان بیورزونانس را دریافت کردند، بهبود قابل‌توجهی در علائم افسردگی داشتند. کاهش امتیاز همیلتون در گروه اول به میزان 3.1 و در گروه دوم به میزان 3.8 نشان‌دهنده اثر مثبت درمان بیورزونانس بود. در مقابل، کاهش امتیاز در گروه سوم که تنها درمان دارویی دریافت کرده بودند، 2.3 بود. این نتایج نشان می‌دهد که ترکیب درمان بیورزونانس با درمان دارویی می‌تواند نتایج بهتری نسبت به استفاده تنها از درمان دارویی داشته باشد. این یافته‌ها حاکی از آن است که درمان بیورزونانس می‌تواند به‌عنوان یک روش مؤثر در بهبود علائم افسردگی استفاده شود و به عنوان مکملی برای درمان‌های سنتی نقش داشته باشد.
در نهایت، این تحقیق نشان می‌دهد که درمان بیورزونانس می‌تواند به‌عنوان یک گزینه درمانی مؤثر در کنار درمان‌های دارویی برای اختلالات افسردگی مزمن یا حاد باشد و ممکن است موجب تسریع روند بهبودی در بیماران مبتلا به افسردگی گردد. با این حال، تحقیقات بیشتری برای بررسی کارایی این روش به‌طور مستقل و مقایسه آن با روش‌های درمانی معمول نیاز است.
اثرات دیگر
در برخی مطالعات کنترل‌شده با دارونما، بیورزونانس درمانی موجب بهبود برخی اختلال‌های گوارشی ناشی از مشکلات غیرجسمی (نظیر روان‌تنی) گردیده‌است." همچنین در مطالعات دیگر تأثیرگذاری درمان بیورزونانس برای درمان آلرژی، دیابت، ناباروری و تحریک تخمک‌گذاری مشخص شده‌است.

## نقد علمی
با توجه به این که ساز و کارهای بیورزنانس درمانی جزوی از پزشکی جایگزین دسته‌بندی می‌شود، این نوع درمان را شبه علمی تلقی می‌کنند،
برخی از مطالعات علمی تمایز و برتری معنی داری بین این روش درمانی و اثر دارونما‌ها را نشان نداده‌است. موردی از ادعای کاذب در مورد درمان سرطان و عدم نیاز بیماران به توصیه‌های پزشکان در مورد شیمی‌درمانی یا جراحی نیز گزارش شده که طی آن درمان سرطان تنها با استفاده از بیورزونانس درمانی، بی‌اثر تشخیص داده شد.